# Інфекційні нуклеїнові кислоти
Інфекційні (вірусні) нуклеїнові кислоти — це нуклеїнові кислоти, що є інфекційними для тканин тварин і рослин, проте не є антигенними та стійкими до антитіл проти цілого вірусу. Інші унікальні властивості, такі як вибір(діапазон) господарів(діапазон господарів зазвичай є функцією нездатності вірусу успішно адсорбувати (вибірково поглинути) та / або вводити клітини через несумісність між білками вірусу капсид, або білками оболонки вірусу, та молекулою рецептора господаря) та їх сприйнятливість до дії нуклеази (групи ферментів), надають їм абсолютно новий вимір, з яким слід зіштовхнутися у вірусології. Ці властивості можуть пояснити ряд умов, які в даний час вважаються аномальними. Вивільнення з інфікованих тканин навіть невеликої частки всього вірусу як вільної нуклеїнової кислоти, в іншому випадку імунної людини, може призвести до низького рівня зараження, що, можливо, може пояснити постійний імунітет. Якщо частка нуклеїнової кислоти більша або якщо нуклеїнова кислота стійка до нуклеаз через інертну оболонку, можливі такі умови, як стан «носія», тобто вірусемії з антитілами або без них.

## Видалення інфекційної дезоксирибонуклеїнової кислоти з тканин, інфікованих SE поліомою
Кілька прикладів РНК (рибонуклеїнових кислот), виділених з очищених вірусів або вірусинфікованої тканини тварин або рослин, виявились інфекційними. З іншого боку, дані інфекційних дезоксирибонуклеїнових кислот (ДНК) не були обґрунтовані. Деякі вчені спостерігали лейкемію у гібридних мишей, які вводили змішані нуклеїнові кислоти, приготовані з лейкемічних органів мишей. Ці гібридні миші, однак, демонструють високу частоту спонтанного лейкозу. Принцип дії цих препаратів ще не повністю встановлений. Є вагомі докази наявності принаймні двох канцерогенних вірусів у лейкемічних мишей. Чи обумовлена активність тканинних препаратів наявністю інфекційної нуклеїнової кислоти, залишається незрозумілим. Зважаючи на труднощі при приготуванні високоочищених нуклеїнових кислот, позбавлених інших клітинних або вірусних складових, найбільш переконливим доказом успішного видалення інфекційної нуклеїнової кислоти є її чутливість до конкретної нуклеази.